# Championnat de Colombie de football 1959
Navigation
Saison précédente Saison suivante
La saison 1959 du Championnat de Colombie de football est la douzième édition du championnat de première division professionnelle en Colombie. Les douze meilleures équipes du pays sont regroupées au sein d'une poule unique, où elles s'affrontent quatre fois, deux fois à domicile et deux fois à l'extérieur. À l'issue de la compétition, il n'y a pas ni promotion, ni relégation.
C'est le CD Los Millonarios qui remporte la compétition, après avoir terminé en tête du classement final, avec six points d'avance sur l'Independiente Medellin et huit sur le Deportivo Cali. C'est le cinquième titre de champion de l'histoire du club.
L'Unión Magdalena, le Deportivo Cali et l'Independiente Medellin participent à nouveau au championnat cette saison alors que l'Atlético Manizales déclare forfait. La compétition revête un intérêt supplémentaire à partir de cette année avec la création de la Copa Libertadores par la CONMEBOL, qui permet au vainqueur du championnat de représenter la Colombie dans cette nouvelle épreuve continentale la saison prochaine.

## Les clubs participants
| - Independiente Santa Fe - CD Los Millonarios - Deportes Tolima - Atlético Bucaramanga - Unión Magdalena - Independiente Medellin | - Atlético Nacional - Deportivo Pereira - América de Cali - Cucuta Deportivo - Deportes Quindio - Deportivo Cali |

## Compétition
Le barème utilisé pour établir le classement est le suivant :
- Victoire : 2 points
- Match nul : 1 point
- Défaite : 0 point

### Classement
| Rang | Équipe                  | Pts | J  | G  | N  | P  | Bp | Bc | Diff |
| ---- | ----------------------- | --- | -- | -- | -- | -- | -- | -- | ---- |
| 1    | CD Los Millonarios      | 58  | 44 | 22 | 14 | 8  | 85 | 52 | +33  |
| 2    | Independiente Medellín  | 52  | 44 | 20 | 12 | 12 | 84 | 65 | +19  |
| 3    | Deportivo Cali          | 50  | 44 | 18 | 14 | 12 | 79 | 64 | +15  |
| 4    | Deportivo Pereira       | 46  | 43 | 18 | 10 | 15 | 94 | 91 | +3   |
| 5    | Atlético Nacional       | 42  | 43 | 16 | 10 | 17 | 87 | 87 | 0    |
| 6    | Cúcuta Deportivo        | 42  | 44 | 13 | 16 | 15 | 80 | 85 | -5   |
| 7    | Atlético Bucaramanga    | 41  | 44 | 15 | 11 | 18 | 69 | 76 | -7   |
| 8    | Independiente Santa FeT | 40  | 42 | 14 | 12 | 16 | 76 | 68 | +8   |
| 9    | Deportes Quindío        | 40  | 44 | 13 | 14 | 17 | 60 | 70 | -10  |
| 10   | Unión Magdalena         | 38  | 44 | 13 | 12 | 19 | 51 | 72 | -21  |
| 11   | Deportes Tolima         | 38  | 44 | 12 | 14 | 18 | 78 | 95 | -17  |
| 12   | América de Cali         | 37  | 44 | 12 | 13 | 19 | 71 | 89 | -18  |

|  | Qualification pour la Copa Libertadores 1960 |
|  | T: Tenant du titre                           |

## Bilan de la saison
| Championnat de Colombie de football 1959 |                               |
| Champion                                 | CD Los Millonarios (5e titre) |
| Qualifications continentales             |                               |
| Copa Libertadores 1960                   | CD Los Millonarios            |
| Promotions et relégations                |                               |
| Promus en Primera A                      | Aucun                         |
| Relégués en Primera B                    | Aucun                         |